# محوطه فیلبند
محوطه فیلبند در شهرستان ممسنی، بخش مرکزی، دهستان فهلیان، ۱ک متری غرب روستای سروان واقع شده و این اثر در تاریخ ۳۰ بهمن ۱۳۸۶ با شمارهٔ ثبت ۲۰۷۸۲ به‌عنوان یکی از آثار ملی ایران به ثبت رسیده است.